# Herusivka, Velîka Bahacika
Herusivka (în ucraineană Герусівка) este un sat în comuna Biloțerkivka din raionul Velîka Bahacika, regiunea Poltava, Ucraina.

## Demografie
Componența lingvistică a localității Herusivka
     Ucraineană (96,67%)
     Rusă (3,33%)
Conform recensământului din 2001, majoritatea populației localității Herusivka era vorbitoare de ucraineană (96,67%), existând în minoritate și vorbitori de rusă (3,33%).